# Kamienica przy ulicy Ariańskiej 10 w Krakowie
Kamienica przy ulicy Ariańskiej 10 – kamienica znajdująca się w Krakowie, w dzielnicy II przy ulicy Ariańskiej 10, na rogu z ul. Topolową 23, na Wesołej.
Kamienica została wzniesiony w latach 1875–1876 według projektu architekta Maksymiliana Nitscha.
Kamienica została wpisana do gminnej ewidencji zabytków. Znajduje się na obszarze Wesołej, której układ urbanistyczny został wpisany 16 lutego 1984 do rejestru zabytków.